# فولفسترانت
فولفسترانت، الذي يباع تحت الاسم التجاري Faslodex، هو دواء يستخدم لعلاج سرطان الثدي.  على وجه التحديد يستخدم للحالات الإيجابية لمستقبلات الهرمون (HR).   و يعطى عن طريق الحقن في العضل. 
تشمل الآثار الجانبية الشائعة له: الغثيان و الإسهال و الصداع و الألم و الهبات الساخنة و السعال و التورم و الطفح الجلدي و صعوبة النوم.  قد تشمل الآثار الجانبية الأخرى أيضا:انخفاض خلايا الدم البيضاء،و انخفاض خلايا الدم الحمراء، و انخفاض الصفائح الدموية، و العدوى، ومشاكل الكبد.  لا ينبغي أن يستخدم خلال الحمل أو الرضاعة الطبيعية.  وهو عبارة عن محلل انتقائي لمستقبلات هرمون الاستروجين (SERD) الذي يرتبط بمستقبلات هرمون الاستروجين مما يؤدي إلى تدميرها. 
ووفق على فولفسترانت للاستخدام الطبي في الولايات المتحدة في عام 2002 و أوروبا في عام 2004.   و هو متاح كدواء عام .  و تكلف هيئة الخدمات الصحية الوطنية حوالي 520 جنيهًا إسترلينيًا لكل جرعة بحلول عام 2021.  هذا القدر في الولايات المتحدة يكلف حوالي 100 دولار أمريكي. 